# Oligomyrmex nanus
Oligomyrmex nanus är en myrart som beskrevs av Santschi 1919. Oligomyrmex nanus ingår i släktet Oligomyrmex och familjen myror. Inga underarter finns listade i Catalogue of Life.